# Jerzy Buzek
Jerzy Karol Buzek (Smilovice, 3 juli 1940) is een Pools scheikundig ingenieur en politicus. Van 1997 tot 2001 was hij premier van Polen. Van 14 juli 2009 tot 12 januari 2012 was hij voorzitter van het Europees Parlement, als opvolger van Hans-Gert Pöttering.

## Opleiding en wetenschappelijke carrière
Buzek volgde van 1957 tot 1963 een ingenieursstudie (chemische machinebouw) aan de universiteit van Gliwice in Silezië.
Vanaf 1997 is hij hoogleraar in de technische wetenschappen. Zijn universitaire carrière heeft hij diverse malen onderbroken omwille van zijn politieke activiteiten.

## Politieke activiteiten
Van 1980 tot 1989 was hij actief in de vakbond Solidarność.
Van 1997 tot 2000 was hij premier in een coalitieregering van de centrumrechtse partijen AWS en UW. Nadat deze laatste partij in mei 2000 de coalitie had verlaten, heeft Buzek nog ruim een jaar geregeerd als leider van een minderheidsregering gesteund door AWS alleen. Er bestond een wat gecompliceerde situatie van cohabitation, aangezien al die tijd de socialist Aleksander Kwaśniewski president was. De regering Buzek maakte zich onder meer verdienstelijk door een hervorming van het lokaal bestuur, waarbij de 49 vroegere woiwodschappen vervangen werden door 16 grotere, die beter in staat zouden zijn tot zelfbestuur.
Bij de parlementsverkiezingen van 2001 werden AWS en UW verpletterend verslagen: ze verdwenen beide uit het Poolse parlement.
Buzek werd als premier opgevolgd door de sociaaldemocraat Leszek Miller.
Op 13 juni 2004 werd hij voor de partij Platforma Obywatelska met een groot aantal voorkeurstemmen verkozen als lid van het Europees Parlement. Hij zetelde daarin als lid van de fractie van de Europese Volkspartij en was lid van de parlementaire commissie voor industrie, onderzoek en energie en de commissie milieubeheer, volksgezondheid en voedselveiligheid. Hij was ook actief in de Permanente Delegatie voor de contacten van het Europees Parlement met Oekraïne en de delegatie voor de betrekkingen met de ASEAN-landen.
Op 7 juni 2009 werd hij herkozen als lid van het Europees Parlement. Hij werd als kandidaat voor het voorzitterschap ondersteund door de EVP, de grootste fractie in het Europees Parlement. Ook Bondskanselier Angela Merkel en de Franse president Nicolas Sarkozy hadden hun steun voor hem uitgesproken.

## Privéleven
Een voor Polen nogal opmerkelijk feit is dat Buzek van geloof niet rooms-katholiek is, maar protestants (lutheraans).
Jerzy Buzek is getrouwd met Ludgarda Buzek. Hun dochter Agata is een in Polen welbekende actrice, die ook in enkele films heeft gespeeld.
- Gemeinsame Normdatei: 120671808
- International Standard Name Identifier: 0000 0001 1441 0797
- Library of Congress Control Number: n80075246
- Nationale Bibliotheek van Letland: 000162001
- Nationale Bibliotheek van Polen: a0000002418912
- Nederlandse Thesaurus van Auteursnamen: 170569497
- Parlement.com: vi6qa1tcttx0
- Réseau des bibliothèques de Suisse occidentale: 02-A008924881
- Système universitaire de documentation: 081362730
- Virtual International Authority File: 32833332
- WorldCat: E39PBJdcvjkDQ7DKPBdTW9c773